# 松平信吉
松平 信吉（まつだいら のぶよし）は、安土桃山時代から江戸時代前期にかけての武将・大名。藤井松平家3代当主。官位は従五位下・安房守、伊豆守。

## 生涯
松平忠吉の長男ではあったが、忠吉はその兄である忠正が没し、その遺児家広（生母は信吉と同じ徳川家康の異父妹・多劫姫であるため、異父兄にもあたる）が成人するまでの中継ぎであり、その父も天正10年（1582年）には死亡している。さらに母もその後保科正直と再婚しているため、不遇な少年時代を過ごした。ところが、同じ松平氏一族である藤井松平家の松平信一が子供に恵まれなかったために、主君・徳川家康の甥にあたる信吉が養子に迎えられることになった。なお、生年は天正3年（1575年）説もあるが、同年当時に生母・多劫姫は松平忠正（父・忠吉の兄）の正室であった時期にあたり、辻褄が合わないので、天正3年説の場合は忠吉の庶子である可能性が出てくる。
関ヶ原の戦い後の慶長6年（1601年）、信一は結城秀康の越前国移封に伴いその支城であった土浦城4万石に封じられ、続いて翌年には江戸崎藩の蘆名盛重が実家の佐竹氏に連座して出羽国角館城に移されたために、信吉は信一の名代として江戸崎藩の事後処理にあたった。慶長8年（1603年）には安房守に叙任される。この年に信一が隠居し、翌年に家督相続が認められて土浦藩主となる。
土浦城を改築して水戸街道を城下に引き入れるなど領内整備を行いながら、並行して2度の大坂の陣にも嫡男の忠国と共に出陣している。だが、元和3年8月（1617年）に5万石をもって高崎城に転封され、続いて元和5年（1619年）10月にはさらに篠山城に移されて伊豆守に転じる。こうした度重なる転封によって、元々病弱であった信吉は体調を崩し、篠山移封の翌年に京都の藩邸にて病死した。享年41。
長男・忠国の家系は山城守を世襲し、次男・忠晴の家系は、伊賀守を世襲した。このため藤井松平家は2流に分かれることとなった。伊賀守家は老中を多数輩出している。

## 系譜
父母
- 松平忠吉（実父）
- 多劫姫（実母）
- 松平信一（養父）

正室
- 松平信一の娘、あるいは養女で阿部定吉の娘（正室）
- 四辻秀継の娘（継室）

子女
- 松平忠国（長男） 生母は正室
- 松平忠晴（次男） 生母は正室
- 松平忠秋
- 松平信治
- 松平季治
- 永寿院 - 秋田俊季正室